# Крутица (приток Оки)
Крутица — река, правый приток Оки, протекает по территории Шиловского района Рязанской области в России. Длина реки — 11 км.

## Описание
Крутица начинается на высоте около 153 м над уровнем моря юго-западнее села Крутицы. Генеральным направлением течения реки является северо-восток. Около западной окраины деревни Кривцово впадает в Оку на высоте 88 м над уровнем моря.

## Данные водного реестра
По данным государственного водного реестра России относится к Окскому бассейновому округу, водохозяйственный участок реки — Ока от города Рязань до водомерного поста у села Копоново, без реки Проня, речной подбассейн реки — бассейны притоков Оки до впадения Мокши. Речной бассейн реки — Ока.
Код объекта в государственном водном реестре — 09010102212110000025911.